# Шейно (Вологодская область)
Шейно — деревня в Череповецком районе Вологодской области.
Входит в состав Коротовского сельского поселения, с точки зрения административно-территориального деления — в Коротовский сельсовет.
Расстояние до районного центра Череповца по автодороге — 62 км, до центра муниципального образования Коротово по прямой — 6 км. Ближайшие населённые пункты — Улома, Кокорево, Рыжково.
По переписи 2002 года население — 23 человека (11 мужчин, 12 женщин). Всё население — русские.